# Eriopsis
Sous-tribu
Genre
Eriopsis est un genre de plantes à fleurs de la famille des Orchidaceae (les orchidées) comptant cinq espèces originaires d'Amérique Centrale et d'Amérique du Sud.

## Étymologie
Le nom de Eriopsis a été formé à partir du nom du genre Eria et du grec: ὤΨις, (opsis) signifiant "aspect", soulignant la ressemblance avec les orchidées du genre Eria.

## Liste d'espèces
- Eriopsis amazonica Kolan. & Szlach.
- Eriopsis biloba Lindl. (espèce type)
- Eriopsis mesae Kraenzl.
- Eriopsis rutidobulbon Hook.
- Eriopsis sceptrum Rchb.f. & Warsz.

## Répartition
- Amérique centrale
- Amérique du Sud
  - Amazonie

## Publications originales
- Szlachetko D., 1995. Fragm. Florist. Geobot. Suppl., 3,94.
- Lindlley J., 1847. Edwards's Bot. Reg. 33: t. 18.